# روبین کروسیگلیا
روبین کروسیگلیا (انگلیسی: Robin Corsiglia؛ زادهٔ ۱۲ اوت ۱۹۶۲) شناگر اهل کانادا بود.
وی در مسابقات کشوری و بین‌المللی در مجموع برندهٔ ۱ مدال طلا، ۱ مدال برنز شده‌است.